# Bactrocera nigrescentis
Bactrocera nigrescentis är en tvåvingeart som först beskrevs av Drew 1971.  Bactrocera nigrescentis ingår i släktet Bactrocera och familjen borrflugor. Inga underarter finns listade.